# Aratinga
Aratinga – rodzaj ptaków z podrodziny papug neotropikalnych (Arinae) w rodzinie papugowatych (Psittacidae).

## Zasięg występowania
Rodzaj obejmuje gatunki występujące w Ameryce.

## Morfologia
Długość ciała 28–37 cm; masa ciała 96–141 g.

## Systematyka

### Etymologia
- Aratinga: tupi. nazwa Ará tinga „jasny ptak” lub „jasna papuga”, w odniesieniu do gatunku jakiejś papugi[6].
- Nandayus: epitet gatunkowy Psittacus nenday Vieillot, 1823; guar. nazwa Nhendái „głośny mówca” dla konury czarnogłowej[7][8]. Gatunek typowy: Psittacus nenday Vieillot, 1823.
- Gymnopsittacus: gr. γυμνος gumnos „goły, nagi”; ωψ ōps, ωπος ōpos „oko”; ψιττακος psittakos „papuga”[9]. Gatunek typowy: Conurus weddellii Deville, 1851.

### Podział systematyczny
Na podstawie badań danych sekwencji DNA takson ten został podzielony na kilka mniejszych rodzajów (Eupsittula, Thectocercus, Psittacara, Leptopsittaca oraz Aratinga). Do rodzaju należą następujące gatunki:
- Aratinga weddellii (Deville, 1851) – konura łuskogłowa
- Aratinga nenday (Vieillot, 1823) – konura czarnogłowa – takson czasami umieszczany w rodzaju Nandayus, wyodrębniony do Aratinga na podstawie badań sekwencji danych DNA[12][10]
- Aratinga solstitialis (Linnaeus, 1758) – konura słoneczna
- Aratinga maculata (Statius Müller, 1776) – konura żółta – takson został w 2005 roku opisany pod nazwą A. pintoi[13], jednak badania przeprowadzone w 2009 traktują A. pintoi jako młodszy synonim A. maculata[14]
- Aratinga jandaya (J.F. Gmelin, 1788) – konura ognistobrzucha
- Aratinga auricapillus (Kuhl, 1820) – konura złotoczelna